# El pasaje (película de 1979)
El pasaje (The Passage) es una película británica de 1979 dirigida por J. Lee Thompson, con Anthony Quinn, James Mason, Malcolm McDowell  y Patricia Neal en los papeles principales.

## Sinopsis
Durante la Segunda Guerra Mundial, la Resistencia francesa llega a un trato con un pastor vasco (Anthony Quinn) para que sirva de guía a un científico, el profesor Bergson (James Mason) y su familia en el cruce de los Pirineos, de la Francia ocupada a la neutral España. El cruce es penoso y además peligroso, ya que el fanático capitán alemán Von Berkow (Malcolm McDowell) les está persiguiendo.

## Reparto
- Anthony Quinn ... El pastor vasco
- James Mason ... Profesor Bergson
- Malcolm McDowell ... Capitán Von Berkow
- Patricia Neal ... Señora Ariel Bergson
- Kay Lenz ... Leah Bergson
- Christopher Lee ... Gitano
- Paul Clemens ... Paul Bergson[1]